# Christophe Amade
Jean-Christophe Amade Aloma MAfr (ur. 18 stycznia 1961 w Mune) – kongijski duchowny katolicki, biskup Kalemie-Kirungu od 2015.

## Życiorys

### Prezbiterat
Święcenia kapłańskie przyjął 25 lipca 1990 w zgromadzeniu ojców białych. Pracował jako wykładowca filozofii w Ghanie, Ugandzie i w Kongu. W 2014 wybrany przełożonym środkowoafrykańskiej prowincji zakonnej.

### Episkopat
31 marca 2015 papież Franciszek mianował go biskupem ordynariuszem diecezji Kalemie-Kirungu. Sakry biskupiej udzielił mu 7 czerwca 2015 metropolita Lubumbashi - arcybiskup Jean-Pierre Tafunga.